# Partido de la Voluntad Popular
El Partido de la Voluntad Popular (en árabe: حزب إرادة الشعب Hizb Iradat Al-Sha'ab) es un partido político sirio de izquierda, fundado en 2012 a partir del Comité Nacional para la Unidad de los Comunistas Sirios. Es miembro fundador del Frente Popular para el Cambio y la Liberación, en el que participaba hasta 2014 el Partido Social Nacionalista Sirio.
Los miembros de Voluntad Popular fueron expulsados del Partido Comunista Sirio liderado por Wisal Farha Bakdash. Actualmente constituye una de las principales fuerzas de la oposición legal en Siria, En las elecciones parlamentarias de 2016 el Partido de la Voluntad Popular perdió todos los escaños en el Consejo Popular de Siria al igual que el Partido Social Nacionalista Sirio. A pesar de su oposición al gobierno de Bashar al-Ásad, su principal dirigente, Qadri Jamil, fue viceministro de Economía en los gabinetes de Riyad Farid Hijab y Wael Nader al-Halqi, de entre junio de 2012 y octubre de 2013.